# Подлєсний Анатолій Федорович
Подлєсний Анатолій Федорович  (нар. 27 липня 1938) — радянський і український звукооператор.
Народився 1938 р. в родині робітника. Закінчив Ленінградський інститут кіноінженерів (1975). Працює на Одеській кіностудії.
Член Національної Спілки кінематографістів України.

## Фільмографія
Оформив фільми:
- «Капітан Немо» (1975, т/ф, 3 с)
- «Втеча з в'язниці» (1977)
- «Де ти, Багіро?» (1978)
- «Камертон» (1979)
- «Іподром» (1979)
- «Тільки в мюзик-холі» (1980)
- «Очікування» (1981)
- «І повториться все...» (1984)
- «Спокуса Дон-Жуана» (1985)
- «Секретний фарватер» (1986)
- «Русалчин тиждень» (1988, муз. фільм за участю Ніни Матвієнко, реж. Н. Мотузко)
- «Дежа вю» (1989)
- «Дезертир» (1990)
- «Путана» (1991)
- «Час Ікс» (1992)
- «Повітряні пірати» (1992)
- «Запах осені» (1993)
- «На полі крові. Aceldama» (2001) та ін.